# Egenkontroll
Egenkontroll är ett begrepp som innebär att en verksamhetsutövare själv ska kontrollera att verksamheten följer de regler som styr verksamheten. Egenkontroll finns för flera områden, som miljö och livsmedel.

## Egenkontroll enligt livsmedelslagen
Det är enligt livsmedelslagstiftningen företagare inom livsmedel som har ansvaret att ta fram ett fungerande system för egenkontroll som är anpassat efter deras verksamhet. Det är också en förutsättning för att få ett godkännande av verksamheten enligt de hygienförordningar som gäller inom hela EU.
Egenkontroll innebär att man ansvarar för god planering och kontroll av livsmedelshygienen i företaget. Målet är att alla livsmedel ska vara säkra att äta och ha rätt märkning och sammansättning. För att egenkontrollen ska fungera på ett bra sätt, krävs att man har tagit fram rutiner som beskriver hur hanteringen av livsmedel i företaget sker – från inköp till servering/försäljning. Företaget ska bygga upp ett system med rutiner och kontroller, grundade på principerna i HACCP.
Den ansvarige för verksamheten ska ta fram ett system för egenkontroll som är anpassat efter verksamhetens omfattning och art. Det måste också finnas rutiner för den dokumentation som behövs.
Alla som har en verksamhet där livsmedel hanteras yrkesmässigt måste enligt livsmedelslagstiftningen ha egenkontroll. Det gäller alltså för de som har restaurang, café, pizzeria, livsmedelsbutik, bageri, korvkiosk, vattenverk, grossistverksamhet eller liknande. Egenkontrollen ska baseras på god hygien och produktionspraxis (GHP) samt HACCP. Med GHP menas att uppfylla de grundläggande hygienkraven i artikel 4 i förordning (EG) nr 852/2004, enligt god praxis för att kunna producera säkra livsmedel.

## Egenkontroll enligt miljöbalken
I miljöbalkens 26 kap. 19 § finns bestämmelser om att verksamhetsutövaren skall driva miljöarbetet systematiskt och dokumenterat.

## Egenkontroll enligt plan- och bygglagen
Med egenkontroll enligt PBL (plan- och bygglagen) avses den kontroll som byggherren skall låta utföra för att kontrollera att det som byggts uppfyller kraven i lagstiftningen. För hanteringen av detta skall byggherren anlita en kontrollansvarig enligt PBL. Vad som skall kontrolleras, och resultatet av kontrollerna dokumenteras i en kontrollplan som fastställs av byggnadsnämnden innan byggnadsarbetena startar.
Vad gäller bärande konstruktioner så utgörs den del av egenkontrollen som rör projektering av dimensioneringskontrollen.
Övriga kontroller av bärande konstruktioner som ingår i egenkontrollen är mottagningskontroll och utförandekontroll.
Avsyning av eget arbete kan utgöra en del av egenkontrollen, men i andra delar kan den behöva utföras av en fristående sakkunnig eller en fristående kontrollant. Ett exempel är eldstäder och skorstenar som kontrolleras av sotare. Ett annat är dimensioneringskontrollen som inte får utföras av den som utfört arbetet, till exempel gjort beräkningar, det måste var någon annan som gör kontrollen.